# Tellef Dahll
Tellef Dahll, född 10 april 1825 i Kragerø, död 17 juni 1893 i Morgedal, var en norsk geolog. Han var bror till Johan Martin Dahll.
Dahll avlade mineralogisk ämbetsexamen 1846 och blev därefter disponent för Fossums järnverk vid Skien samt 1861 geschworner och 1872 bergmästare i det västra sunnanfjällska distriktet. Från 1858 var han jämte Theodor Kjerulf chef för Norges geologiske undersøkelse och utgav i denna egenskap flera geologiska kartor.
Han påvisade förekomsten av kol på Andøy och av guld i Finnmark, vilket senare fynd ledde till upptäckten av guld i Finland. I flera vetenskapliga artiklar, publicerade i "Nyt magazin for naturvidenskaberne", behandlade han de geologiska förhållandena vid Kongsberg, i Telemark och Kragerøtrakten. Åren 1864-65 var han ledamot av Stortinget som representant för Bratsberg amt. Vid jubelfesten i Uppsala 1877 promoverades han till filosofie hedersdoktor.